# Arquidiocese de Messina-Lipari-Santa Lucia del Mela
A Arquidiocese de Messina-Lipari-Santa Lucia del Mela (Archidiœcesis Messanensis-Liparensis-Sanctæ Luciæ) é uma circunscrição eclesiástica da Igreja Católica situada em Messina, Lípara e Santa Lucia del Mela, na Itália. Seu atual arcebispo é Giovanni Accolla. Suas Sés são a Catedral de Messina, Concatedral de São Bartolomeu de Lipari e Concatedral de Nossa Senhora da Assunção de Santa Lucia del Mela.
Possui 247 paróquias servidas por 327 padres, abrangendo uma população de 488 000 habitantes, com 99,6% da dessa população jurisdicionada batizada (486 000 católicos).

## História

### Arquidiocese de Messina
Segundo a tradição, a diocese foi fundada por São Paulo que ordenou o primeiro bispo, São Báquilo. Contudo, só existem informações documentadas historicamente a partir do século V: o primeiro bispo conhecido foi Eucarpo I presente no sínodo romano de 502 . Pelas cartas dos Papas Pelágio I e Gregório Magno são conhecidos os nomes de outros bispos: Eucarpo II, Félix e Dono. Outros bispos de Messina estão presentes nos concílios ecumênicos celebrados no Oriente: Bento, Gaudioso e Gregório.
Como todas as dioceses sicilianas, Messina também fez parte do patriarcado de Roma até o século VIII , quando foi submetida ao patriarcado de Constantinopla e feita sufragânea de Siracusa, conforme documentado pela Notitiae Episcopatuumdo patriarcado. Com a conquista muçulmana da Sicília, já não há notícias das comunidades cristãs da ilha e da sua organização eclesiástica. Apenas alguns mosteiros gregos no impermeável Val Demone sobreviveram.
A partir de 1061 os normandos iniciaram a reconquista da Sicília a partir de Messina. O conde Rogério I, depois de ter ocupado o reduto de Troina, escolheu-a como capital do seu reino e ali estabeleceu uma diocese (1082), nomeando Roberto como bispo, que transferiu a sé para Messina (1096), depois da cidade ter sido arrancada definitivamente aos árabes. Seus sucessores mantiveram o duplo título de Messina e Troina até a época da rainha Constança de Altavilla.
As boas relações iniciais entre os soberanos normandos e a Santa Sé deterioraram-se quando Rogério II reconheceu o antipapa Anacleto II (1130), que erigiu Messina como sede metropolitana com a bula Piae postulatio voluntatis. No entanto, estas iniciativas de Anacleto II foram canceladas no final do cisma pelo Papa Eugênio III, que com a bula Cum universis ecclesiis de 1159 reiterou o privilegium libertatis concedido na época de Rogério I, ou seja, a isenção de Messina de qualquer outra atividade eclesiástica, jurisdição e sua submissão direta à Santa Sé. Contudo, em 1166 o Papa Alexandre III, depois de ter visitado Messina no ano anterior, elevou a sé a metrópole em virtude da bula Licet omnes discipuli com as sufragâneas de Cefalù, Patti e Lipari.
Na primeira metade do século XIX, Messina cedeu porções de território em benefício da ereção da diocese de Nicosia (17 de março de 1817) e da diocese de Acireale (27 de junho de 1844 ); além disso, em 1822, vinte e quatro centros habitados foram cedidos à diocese de Patti. No mesmo período, a província eclesiástica de Messina também foi modificada com a aquisição da diocese de Nicósia (1817) e da diocese de Lipari (1844), e a transferência da diocese de Cefalù para a arquidiocese de Palermo. Além disso, em 1883, o Papa Leão XIII uniu o arquimandrita do Santissimo Salvatore, vago há cinquenta anos, à arquidiocese de Messina.
No início do século XX a arquidiocese e a cidade de Messina viveram dois momentos altamente dramáticos: o terremoto de 1908, que destruiu 90% dos edifícios (incluindo a catedral e a maior parte das igrejas e casas religiosas) e causou 80.000 mortes e o bombardeio aliado de junho de 1943, que causou novamente a destruição da catedral, que ardeu durante três dias consecutivos.

### Diocese de Lipari

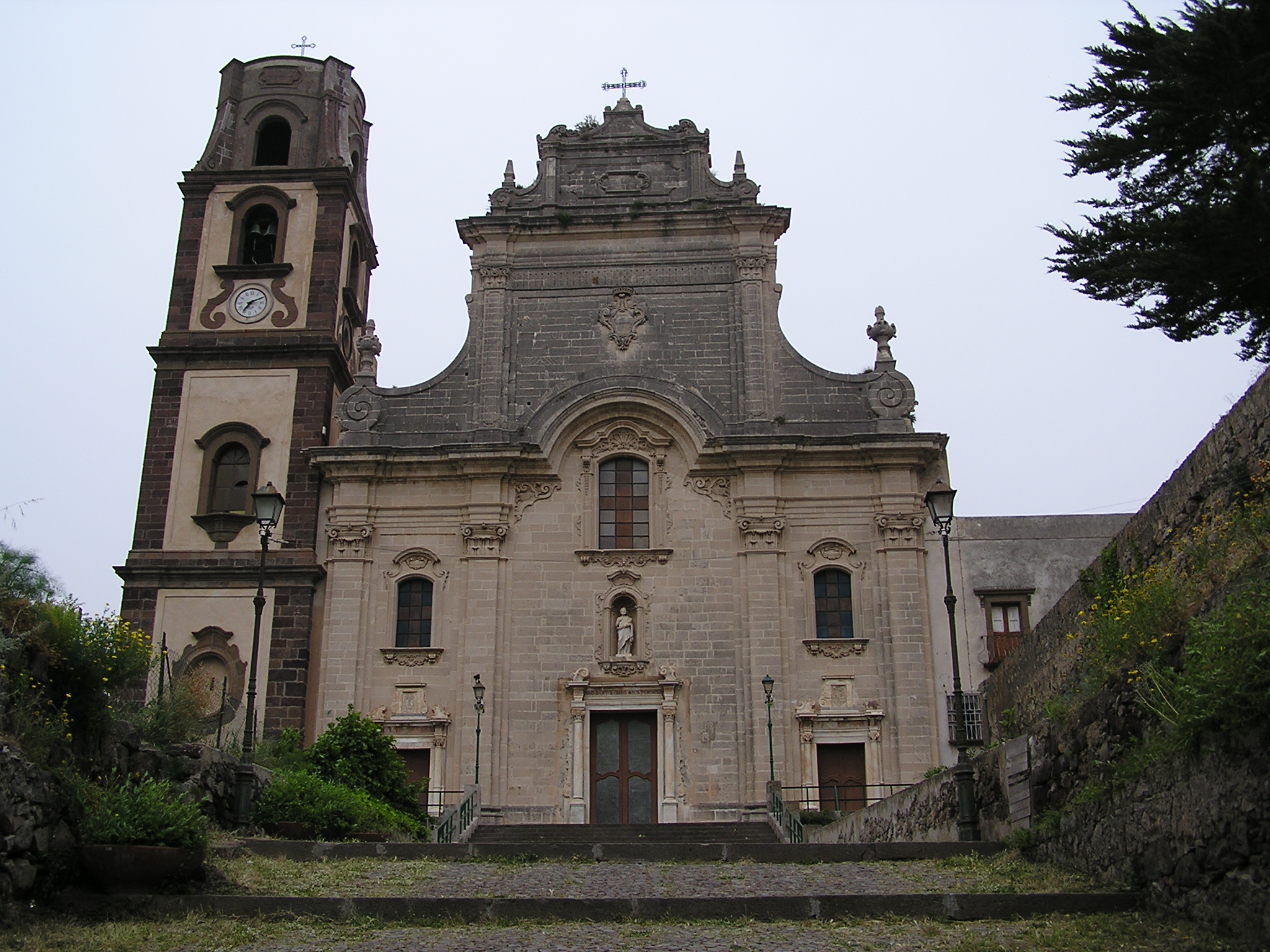
Concatedral de São Bartolomeu de Lipari.

A ilha de Lipari foi habitada, desde o século IV, por monges e eremitas. Reza a tradição que o protobispo foi Santo Agatão, presente na ilha em 264, que acolheu os restos mortais do apóstolo Bartolomeu, que desembarcaram milagrosamente numa urna na costa da ilha. A Igreja de Lipari está documentada pela primeira vez vez numa epígrafe da segunda metade do século V, dedicada a um jovem cristão chamado Proba e onde se faz referência explícita à "santa e católica igreja de Lipari"; outra inscrição testemunharia uma presença cristã significativa já no final do século IV.
O primeiro bispo historicamente documentado é Augusto, presente em dois sínodos romanos de 501 e 502 convocados pelo Papa Símaco. Além disso, um selo episcopal devolveu o nome do bispo Leôncio, que viveu entre os séculos IX e X. Como todas as dioceses sicilianas, Lipari também fez parte do patriarcado de Roma até o século VIII, quando foi submetida ao patriarcado de Constantinopla e feita sufragânea de Siracusa, conforme documentado pela Notitiae Episcopatuum do patriarcado.
Mais tarde, o arquipélago das Eólias foi ocupado pelos árabes. A vida cristã foi retomada no século XI, quando o conde normando Rogério, depois de ter conquistado as ilhas, fundou uma abadia beneditina dedicada a São Bartolomeu Apóstolo em Lipari entre 1072 e 1081, atribuindo como dote as ilhas Eólias (1088); a fundação foi aprovada pelo Papa Urbano II com uma bula de 3 de junho de 1091.
Em 1206 o território de Santa Lúcia del Mela foi separado das dependências da diocese de Lipari e passou a ter autonomia de jurisdição dos seus bispos.
No século XIV Lipari e Patti passaram a fazer parte de duas entidades políticas diferentes, o reino de Nápoles e o reino da Sicília, o que levou inevitavelmente à separação das duas dioceses. Na verdade, a união permaneceu até 18 de abril de 1399, quando o Papa Bonifácio IX, com o breve Dudum ex certis, separou as duas dioceses e transferiu o bispo Francesco Gattolo para a sé de Lipari, e nomeou Francesco Hermemir para a sé de Patti.
Em 29 de novembro de 1627, a Sé de Lipari foi isenta da metrópole de Messina e passo a ser imediatamente sujeita à Santa Sé com o breve Romanus Pontifex  do Papa Urbano VIII.  Esta decisão gerou uma reticente polêmica com o arcebispo de Messina, que se via como tendo os seus direitos metropolitanos violados, a qual só foi resolvida no tempo do Papa Bento XIII. Em 1844 , por ocasião da reorganização das dioceses sicilianas, Lipari viu terminar a sua independência eclesiástica e foi novamente submetida à província eclesiástica de Messina.

### Prelazia de Santa Lucia del Mela

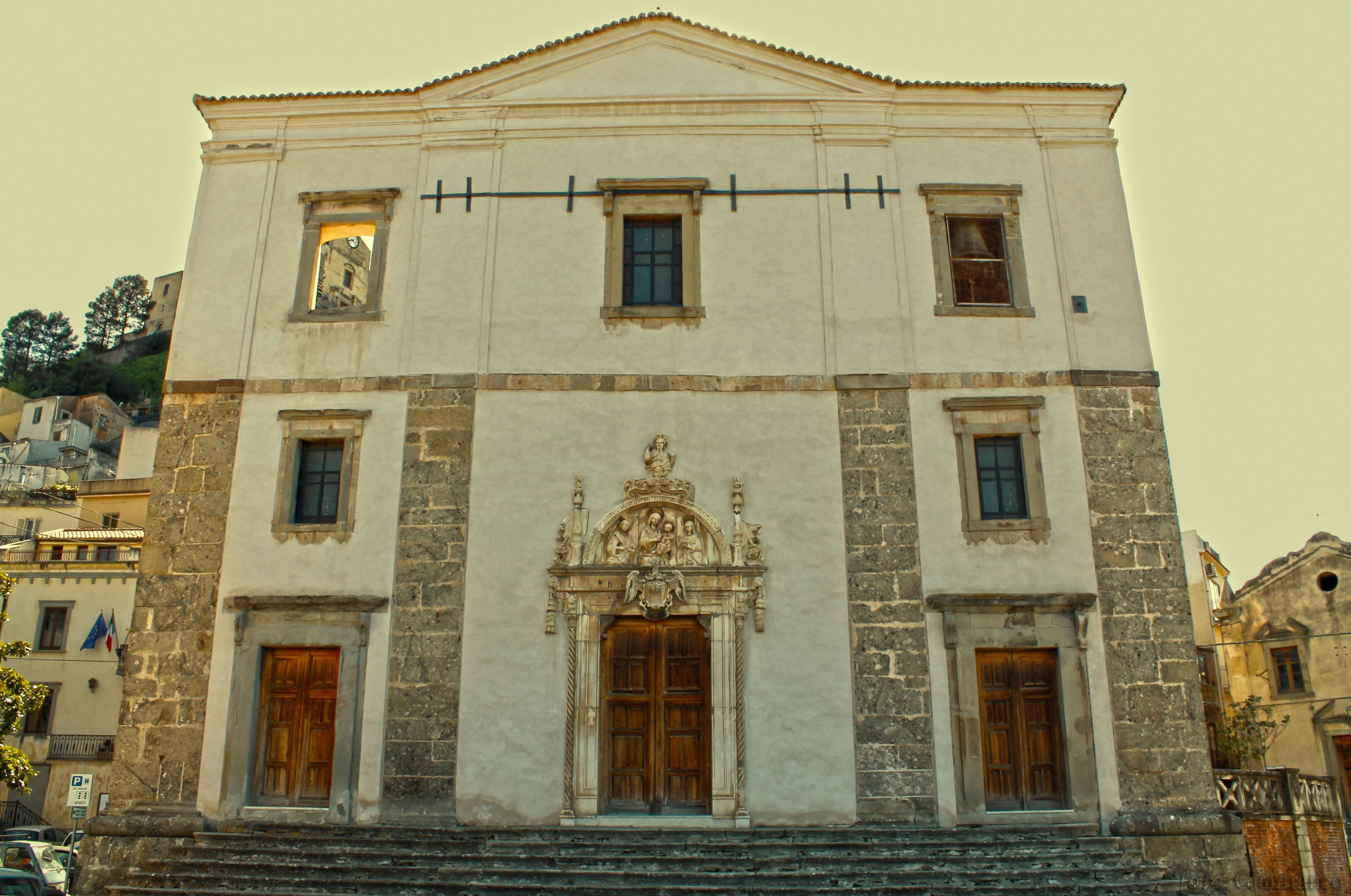
Concatedral Basílica de Nossa Senhora da Assunção de Santa Lucia del Mela

Em 1206 foi erguida a paróquia de Santa Lúcia in plana Milacii, graças ao interesse do próprio imperador Frederico II, que fizera do local a sua estância de férias e ali erigira uma capela real; o território foi desmembrado da diocese de Lipari e Patti e concedido pelo soberano ao Capelão-Mor do Reino da Sicília, instituição fundada em 1132.
Com as reformas introduzidas pelo Concílio de Trento, os prelados foram obrigados a residir em Santa Lucia para cuidar da cura animarum estabelecida pelo Concílio. Segundo Pirri, Simone Rao Grimaldi (1602-1616) foi o primeiro parochus et prelatus ordinarius a se estabelecer em Santa Lucia; iniciou a construção do palácio episcopal e a reconstrução da antiga igreja prelática encomendada pelo conde Rogério em 1094, obras que foram concluídas pelo seu sucessor, o beato Antonio Franco (1616-1626).
A partir do século XIX, os prelados perderam o título de "capelães-mores do Reino" quando o clero palatino siciliano ficou sob a dependência do capelão maior do Reino de Nápoles que se tornou o Reino das Duas Sicílias. Porém, com o Papa Pio IX,  Santa Lucia e o seu território configuraram-se definitivamente como uma prelazia nullius imediatamente sujeita à Santa Sé.
Com a unificação da Itália, a sé de Santa Lúcia sofreu muito. De fato, após a transferência de Gaetano Blandini para Girgenti, a prelazia permaneceu por muito tempo sem prelados devido ao fracasso do governo italiano em conceder o exequatur aos bispos nomeados pela Santa Sé.

### Arquimandrita do Santíssimo Salvador
No século XI, o mosteiro do Santissimo Salvatore "em língua phari" foi fundado pelo grande conde Rogério de Altavilla, perto do porto de Messina, também conhecida como península de San Raineri, e foi confiado aos monges basilianos do rito bizantino. Seu filho, o rei Rogério II, elevou-o a mosteiro arquimandrita (isto é, chefe de outros mosteiros) em maio de 1131. Em outubro do mesmo ano, o arcebispo Hugo de Messina doou ao arquimandrita do Santissimo Salvatore 35 igrejas e mosteiros com suas posses.
A jurisdição do Arquimandrita do Santíssimo Salvador, ao longo dos séculos, expandiu-se, estendendo-se até 62 mosteiros na Sicília e na Calábria. O arquimandrita foi elevado a diocese pelo Papa Urbano VIII com o breve de 23 de março de 1635.
Com a morte do cardeal arquimandrita Emmanuele de Gregorio, em 6 de novembro de 1839, iniciou-se um longo período de sé vacante. As leis subsequentes sobre a supressão das corporações religiosas causaram o encerramento dos mosteiros basilianos e o seu confisco pelo Estado. O arquimandriato foi assim reduzido a algumas paróquias e o Papa Leão XIII, por breve de 31 de agosto de 1883, uniu o título de arquimandrita do Santissimo Salvatore aeque principaliter ao de arcebispo de Messina.

### Sés unidas
Em 20 de dezembro de 1976, Ignazio Cannavò, coadjutor do arcebispo de Messina, foi nomeado prelado de Santa Lúcia. No dia 3 de junho seguinte tornou-se arcebispo de Messina com o título de arquimandrita do Santíssimo Salvador. Finalmente, em 10 de dezembro de 1977, foi também nomeado bispo de Lipari. A partir deste momento as três sés foram unidas in persona episcopi, ou seja, governadas por um único bispo.
Em 30 de setembro de 1986, com o decreto Instantibus Votis da Congregação para os Bispos, as duas sedes de Messina e Lipari, e a prelazia de Santa Lúcia del Mela foram unidas à fórmula plena unione e a circunscrição eclesiástica assumiu o nome atual. Além disso, ficou estabelecido que o arcebispo pro tempore também detém o título de arquimandrita do Santíssimo Salvador.

## Prelados

### Sé de Messina
- São Báquilo ? † (século I)[21][22]

Santo Eleutério †
Capitone †
Alexandre †
João †
Justiniano †
- Eucarpo I † (mencionado em 502)[27]

Peregrino †
- Eucarpo II † (antes de 558 - depois de 560)
- Félix † (antes de 591 - depois de 593)
- Dão † (antes de 595 - depois de 603)

Félix †
Guilherme †
- Teodoro † (século VII)[30]
- Peregrino ? † (mencionado em 649)[31]
- Bento † (antes de 679 - depois de 680)[32]
- Paulo † (século VIII)[30]
- Gaudioso † (mencionado em 787)
- Gregório † (mencionado em 869)[33]

Hipólito †
- Sé suprimida (séculos X-XI)

- Roberto I † (1082 - 1109)
- Gofredo I † (mencionado em 1113)
- Guilherme † (circa 1122 - circa 1126)
- Hugo † (1127 - circa 1139)
- Gofredo II † (mencionado em 1140)
- Roberto II † (mencionado em 1142)
- Geraldo † (1144 - ?)
- Arnaldo † (1147 - ?)
- Roberto III † (antes de 1151 - depois de 1157)
- Nicolau I † (antes de 1166 - depois de 1182)
- Richard Palmer † (circa 1183[35] - 7 agosto 1195)[36]
- Bernardo † (1196 - 1226)[36]
- Landão de Anagni † (1232 - circa 1248)[36]
  - Sede vacante (1249-1255)[36]
- Giovanni Colonna, O.P. † (1255 - 1263)[36]
  - Tommaso D'Agni Lentini, O.P. † (1263 - 1266) (administrador apostólico)
- Bartolomeo Pignatelli † (1266 - 1270)[36]
  - Sede vacante (1270-1274)[36]
- Reginaldo Lentini, O.P. † (1274 - 1287)[36]
- Francesco Fontana † (1288 - 1296)
  - Sede vacante (1296-1304)
- Guidotto de Abbiate † (1304 - 1333)
  - Sede vacante (1333-1342)[37]
- Raimando de Pezzolis † (1342 - 1348)
- Giordano Curti, O.F.M. † (1348 - 1348 ou 1349)
- Pietro Porta, O. Cist. † (1349 - ?)
- Guglielmo Monstrio † (1355 - 1363)
- Dionisio da Murcia, O.E.S.A. † (1363 - 1380)
  - Sede vacante (1380-1387)
- Maffiolo Lampugnani † (1387 - 1392)
- Filippo Crispo, O.E.S.A. † (1392 - 1402)
- Pietro Budano † (1403 - 1406)
- Tommaso Crisafi, O.F.M. † (1408 - 1426)
- Bartolomeo Gattola † (1426 - 1446)
- Antonio Cerdá y Lloscos, O.SS.T. † (1448 - 1449)
- Giacomo Porcio † (1449 - 1450)
- Giacomo Tedesco, O.Cist. † (1450 - 1473)
  - Giuliano della Rovere † (1473 - 1474) (administrador apostólico)
- Giacomo da Santa Lucia, O.F.M. † (1474 - 1480[38])
- Pietro de Luna † (1480 - 1492)
- Martino Ponz † (1493 - 1500)
- Martino Garcia † (1500 - 1502)
- Pietro Bellorado, O.S.B. † (1502 - 1509 ou 1510)
  - Pietro Isvalies † (1510 - 1511) (administrador apostólico)
- Bernardino da Bologna † (1512 - 1513)
- Antonio La Lignamine (ou La Legname) † (1514 - 1537)
  - Innocenzo Cibo † (1538 - 1550) (administrador apostólico)
- Giovanni Andrea Mercurio † (1550 - 1561)
- Gaspar Cervantes de Gaete † (1561 - 1564)
- Antonio Cancellaro † (1564 - 1568)
- Giovanni Retana † (1569 - 1582)
  - Sede vacante (1582-1585)
- Antonio Lombardo † (1585 - 1597)
- Francisco Velardo de la Cuenca † (1599 - 1604)
- Bonaventura Secusio, O.F.M. † (1605 - 1609)
- Pedro Ruiz de Valdevexo † (1609 - 1617)
- Andrea Mastrillo † (1618 -1624)
  - Giovanni Domenico Spinola † (1625 - 1626) (administrador apostólico)
- Biago Proto de Rubeis † (1626 - 1646)
- Simone Carafa, C.R. † (1647 - 1676)
- Giuseppe Cicala, C.R. † (1678 - 1685)
- Francisco Álvarez de Quiñones † (1686 - 1698)
- Giuseppe Migliaccio † (1698 - 1729)
- Tommaso Vidal y de Nin, O.Cist. † (1730 - 1743)
- Tomás de Moncada, O.P. † (1743 - 1762)
- Gabriele Maria Di Blasi e Gambacorta, O.S.B. † (1764 - 1767)
- Giovanni Maria Spinelli, C.R. † (1767 - 1770)
- Scipione Ardoino Alcontres, C.R. † (1771 - 1778)
- Niccolò Ciafaglione † (1780 - 1789)
- Francesco Paolo Perremuto, O.S.B. † (1790 - 1791)
- Gaetano Maria Garrasi, O.S.A. † (1792 - 1817)
- Antonio Maria Trigona † (1817 - 1819)
  - Sede vacante (1819-1823)
- Francesco di Paola Villadecani † (1823 - 1861)
  - Sede vacante (1861-1867)
- Luigi Natoli † (1867 - 1875)
- Giuseppe Guarino † (1875 - 1897)
- Letterio D'Arrigo Ramondini † (1898 - 1922)
- Angelo Paino † (1923 - 1963)
- Francesco Fasola, O.SS.G.C.N. † (1963 - 1977)
- Ignazio Cannavò † (1977 - 1986)

### Sé de Lipari
- Santo Agatão I † (século III)
- Augusto † (antes de 501 - depois de 502)
- Agatão II † (antes de 592)[39]
  - Paulino † (mencionado em 592) (administrador)[39]
- Anônimo † (mencionado em 597)
- Peregrino † (mencionado em 649)
- Anônimo † (mencionado em 700 circa)
- Basílio † (mencionado em 787)
- Samuel † (mencionado em 879)[40]
- Leôncio † (século IX-X)[41]
  - Sé suprimida (circa séculos X-XII)
  - João I, O.S.B. † (1131 - 1139) (pseudobispo)
- Gilberto † (1157 - depois de 1166)
- Estêvão, O.S.B. † (antes de 1179 - depois de 1201)[42]
- Anselmo, O.S.B. † (1207 - depois de 1216)
- P., O.S.B. † (1219) (bispo eleito)[43]
- Jaime † (1221 - 1225)[44]
- Pagano † (1229 - ?)[45]
- Gregorio Mustazio di Messina † (circa 1232/1233) (bispo eleito)
- Pandolfo I † (1235 - depois de 1244)[46]
- Filipe † (1247 - 1255)
  - Matteo Aldigerio † (1255 - 1256) (administrador apostólico intruso)
  - Leone de Pando † (mencionado em 1260) (administrador apostólico intruso)
  - Bonconte di Pendenza † (1261 - 1265 dimesso) (bispo intruso)
- Bartolomeo Varelli di Lentini, O.P. † (1254[47] - 1283)[48]
  - Mateus (Aldigério ?) † (mencionado em 1284) (administrador apostólico)
- Pandolfo II † (1286 - depois de 1296)
- João II † (1304 - 1324)
- Pedro I, O.P. † (antes de 1325 - ?)
  - Francesco di Pietro † (1342 - ?) (bispo eleito)[49]
- Vincenzo, O.F.M. † (1342 - 1346)
- Pedro II, O.F.M. † (1346 - 1354)
- São Pedro Tomás, O. Carm. † (1354 - 1359)
- Giovanni Graffeo, O.F.M. † (1360 - ?)
- Ubertino di Corleone, O.F.M. † (1373 - 1386)
- Francesco, O.P. † (1386 - 1388)
- Ubertino di Corleone, O.F.M. † (1390 - 1397) (pela segunda vez)[50]
- Francesco Gattolo † (1397 - 1400)[51]
- Antonio † (1400 - circa 1403)
- Tommaso † (circa 1403 - 1419)
- Antonio de Conte † (1419 - 1432)
- Bartolomeo de Salvo † (1432 - 1457)
- Francesco de Stylo, O.P. † (1461 - depois de 1479)
- Giacomo Carduini † (1489 - 1506)
- Luigi de Amato † (1506 - 1515)
- Antonio Zeno † (1515 - ?)
- Pietro † (mencionado em 1530)
- Gregorio Magalotti † (1532 - 1534)
- Baldo Farrattini † (1534 - circa 1553)
- Annibale Spadafora † (?)
- Filippo Lancia † (1554 - 1564)
- Antonio Giustiniani, O.P. † (1564 - 1571)
- Pietro Cancellieri † (1571 - 1580)
- Paolo Bellardito † (1580 - 1585)
- Martín Acuña, O.Carm. † (1585 - circa 1593)
- Juan Pedro González de Mendoza, O.E.S.A. † (1593 - 1599)
- Alfonso Vidal, O.F.M. † (1599 - 1618)
- Alberto Caccano, O.P. † (1619 - 1627)
- Giuseppe Candido † (1627 - 1644)
- Agostino Candido † (1645 - 1650)
- Benedetto Geraci † (1650 - 1660)
- Adamo Gentile † (1660 - 1662)
- Francesco Arata † (1663 - 1690)
- Gaetano de Castillo † (1691 - 1694)
- Gerolamo Ventimiglia, C.R. † (1694 - 1709)
- Nicola Maria Tedeschi, O.S.B. † (1710 - 1722)
- Pietro Vincenzo Platamone, O.P. † (1722 - 1733)
- Bernardo Maria Beamonte, O.C.D. † (1733 - 1742)
- Francesco Maria Miceli † (1743 - 1753)
- Vincenzo Maria de Francisco e Galletti, O.P. † (1753 - 1769)
- Bonaventura Prestandrea, O.F.M. Conv. † (1769 - 1777)
- Giuseppe Coppula † (1778 - 1789)
  - Sede vacante (1789-1802)
- Domenico Spoto † (1802 - 1804)
- Antonino Reggio † (1804 - 1806)
- Silvestro Todaro, O.F.M.Conv. † (1807 - 1816)
- Carlo Maria Lenzi, Sch.P. † (1818 - 1825)
- Pietro Tasca † (1826 - 1827)
  - Sede vacante (1827-1831)
- Giovanni Portelli † (1831 - 1838)
- Giovanni Maria Visconte Proto, O.S.B. † (1839 - 1844)
- Bonaventura Atanasio, C.Ss.R. † (1844 - 1857)
- Ludovico Ideo, O.P. † (1858 - 1880)
- Mariano Palermo † (1881 - 1887)
  - Sede vacante (1887-1890)
- Giovanni Pietro Natoli † (1890 - 1898)
- Nicola Maria Audino † (1898 - 1903)
- Francesco Maria Raiti, O.Carm. † (1903 - 1906)
- Angelo Paino † (1909 - 1921)
  - Sede vacante (1921-1928)
- Bernardino Re, O.F.M. Cap. † (1928 - 1963)
- Salvatore Nicolosi † (1963 - 1970)
  - Sede vacante (1970-1977)
- Ignazio Cannavò † (1977 - 1986)

### Sé de Santa Lucia del Mela
- Gregorio Mostaccio †
- Bartolomeo Antiocheno † (? - 31 gennaio 1306)
- Damiano de Palizio † (mencionado em 1322)
- Pietro de Pernis, O.F.M. † (1340 - 1346)
- Orlando Brunello † (1344 - 1355)
- Francesco De Luca, O.E.S.A. † (1355 - 1360)
- Dionigi De Murcia, O.E.S.A. † (1360 - 1363)
- Filippo da Castrogiovanni, O.F.M. † (1363 - ?)
- Ubertino da Corleone, O.F.M. † (? - 1373 )
- Filippo Crispo, O.E.S.A. † (? - 1402)[52]
- Filippo De Ferrario, O.Carm. † (1403 - 1414)
- Tommaso Crisafi, O.F.M. † (1416 - 1426)[52]
- Giovanni de Stefano, O. Cist. † (1426 - ?)
- Giacomo Porzio †
- Giacomo Gallarat †
- Alemanno de Sicar † (1450 - ?)
- Puccio de Palizio † (1452 - 1455)
- Giacomo Bonanno † (1456 - ?)
- Giacomo Gagliardo † (1457 - ?)
- Gabriele Enguerra † (1458 - 1462)
- Angelo Staiti † (mencionado em 1464)
- Federico de Vitale † (antes de 1482 - 1483)
- Leonardo De Albertis † (1483 - ?)
- Gian Martino de Vitale † (1484 - 1485)
- Dalmazio di Tolosa † (1485 - ?)
- Alfonso d'Aragona † (1492 - ?)
- Giacomo Conchilles, O. de M. † (1505 - 1509)
- Juan Miguel de Mayo † (1509 - ?)
- Diego Herrera † (1510 - ?)
- Giovanni Rizzo † (circa 1516 - 1530)
- Girolamo Zafarana, O.S.B. † (antes de 1535 - 1576)
- Pedro Manríquez de Buytron † (1576 - depois de 1580)
- Girolamo Riggio † (1585 - 1589)
- Juan d'Espinar † (1590 - 1601)
- Simone Rao Grimaldi † (1602 - 12 marzo 1616)
- Beato Antonio Franco † (1616 - 1626)
- Vincenzo Firmatura † (1628 - 1648)
- Martino La Farina † (1648 - 1668)
- Simone Impellizzeri † (1670 - 1701)
- Carlo Massa † (1702 - 1704)
  - Sede vacante (1704-1709)
- Pedro Solerá Montoya † (1709 - 1711)
- Francesco Barbara † (1712 - 1732)
- Antonio Ura † (1732 - 1735)
- Marcello Moscella † (1736 - 1760)
  - Sede vacante (1760-1767)
- Scipione Ardoino Alcontres, C.R. † (1767 - 1771)
- Emanuello Rao-Torres † (1771 - 1778)
- Carlo Santacolomba † (1780 - 1801)
- Alfonso Airoldi † (1803 - 1817)[53]
- Gabriele Maria Gravina, O.S.B. † (1818)
- Giacomo Coccia † (1818 - 1829)
  - Sede vacante (1829-1834)
- Ignazio Avolio † (1834 - 1844)
  - Sede vacante (1844-1852)
- Paolo Maria Mondìo † (1852[54] - 1857)
- Carlo Vittore Papardo, C.R. † (1858 - 1871)
  - Sede vacante (1871-1880)
- Gaetano Blandini † (1880 - 1883)
  - Sede vacante (1883-1920)
  - Stefano Gerbino di Cannitello, O.S.B. † (1890 - 1895) (prelado eleito)
  - Giuseppe Fiorenza † (1895 - 1896) (prelado eleito)
  - Vincenzo Di Giovanni † (1896 - 1901) (prelado eleito)
  - Francesco Certo Garipoli † (1901 - 1911) (administrador apostólico)
- Salvatore Ballo Guercio † (1920 - 1933)
- Antonio Mantiero † (1935 - 1936)
- Luciano Geraci † (1937 - 1946)
- Luigi Cammarata † (1946 - 1950)
- Guido Tonetti † (1950 - 1957)
- Francesco Ricceri † (1957 - 1961)
- Francesco Tortora, O.M. † (1962 - 1972)
  - Sede vacante (1972-1976)
- Ignazio Cannavò † (1976 - 1986)

### Sé de Messina-Lipari-Santa Lucia del Mela
- Ignazio Cannavò † (1986 - 1997)
- Giovanni Marra † (1997 - 2006)
- Calogero La Piana, S.D.B. (2006 - 2015)
- Giovanni Accolla (desde 2016)

### Messina
- Rocco Pirri, Sicilia sacra (em latim), vol. I, Palermo, 1733, pp. 313–450
- Francesco Lanzoni, Le diocesi d'Italia dalle origini al principio del secolo VII (an. 604) (em italiano), vol. II, Faenza, 1927, pp. 614–616
- Giuseppe Cappelletti, Le Chiese d'Italia dalla loro origine sino ai nostri giorni (em italiano), Venezia, 1870, vol. XXI, pp. 559–569
- Vincenzio d'Avino, Cenni storici sulle chiese arcivescovili, vescovili e prelatizie (nullius) del Regno delle Due Sicilie (em italiano), Napoli, 1848, pp. 332–339
- Norbert Kamp, Kirche und Monarchie im staufischen Königreich Sizilien (em alemão), vol. 3, Prosopographische Grundlegung: Bistümer und Bischöfe des Königreichs 1194 - 1266; Sizilien, München, 1975, pp. 1010–1042
- Paul Fridolin Kehr, Italia Pontificia (em latim), X, Berlim, 1975, pp. 328 e seguinte
- Giovan Giuseppe Mellusi, Dalla lettera della Madonna alla Madonna della lettera. Nascita e fortune di una celebre credenza messinese (em italiano), in Archivio storico messinese, 93 (2012), pp. 237–261
- Pius Bonifacius Gams, Series episcoporum Ecclesiae Catholicae (em latim), Graz, 1957, pp. 949–950
- Konrad Eubel, Hierarchia Catholica Medii Aevi (em latim), vol. 1, p. 337; vol. 2, pp. XXX e 190; vol. 3, p. 242; vol. 4, p. 239; vol. 5, pp. 265–266; vol. 6, pp. 286–287

### Lipari
- Rocco Pirri, Sicilia sacra (em latim), vol. II, Palermo, 1733, pp. 948–968
- Francesco Lanzoni, Le diocesi d'Italia dalle origini al principio del secolo VII (an. 604) (em italiano), vol. II, Faenza, 1927, pp. 654–655
- Giuseppe Cappelletti, Le Chiese d'Italia dalla loro origine sino ai nostri giorni (em italiano), Venezia, 1870, vol. XXI, pp. 572–579
- Vincenzio d'Avino, Cenni storici sulle chiese arcivescovili, vescovili e prelatizie (nullius) del Regno delle Due Sicilie (em italiano), Napoli, 1848, pp. 298–300
- Carlo Rodriquez, Breve cenno storico sulla Chiesa Liparese in: Giornale di scienze, letteratura ed arti per la Sicilia (em italiano), Palermo, 1841, vol. 75 pp. 273–297; vol. 76 pp. 33–66
- Norbert Kamp, Kirche und Monarchie im staufischen Königreich Sizilien (em alemão), vol. 3, Prosopographische Grundlegung: Bistümer und Bischöfe des Königreichs 1194 - 1266; Sizilien, München, 1975, pp. 1078–1108
- Paul Fridolin Kehr, Italia Pontificia (em latim), X, Berlim, 1975, pp. 355–359
- Pius Bonifacius Gams, Series episcoporum Ecclesiae Catholicae (em latim), Graz, 1957, pp. 946–947
- Konrad Eubel, Hierarchia Catholica Medii Aevi (em latim), vol. 1, pp. 308 e 384; vol. 2, p. 178; vol. 3, p. 226; vol. 4, p. 222; vol. 5, p. 245; vol. 6, p. 263

### Santa Lucia del Mela
- (em latim) Rocco Pirri, Sicilia sacra, vol. II, Palermo, 1733, pp. 1347–1352
- Vincenzio d'Avino, Cenni storici sulle chiese arcivescovili, vescovili e prelatizie (nullius) del Regno delle Due Sicilie (em italiano), Napoli, 1848, pp. 612–613
- Franco Biviano, Santa Lucia di Milazzo da casale normanno a terra aragonese (secoli XI-XIV) (em italiano), in Ricerche storiche e archeologiche nel Val Demone. Atti del convegno di studi 2014, a cura di Filippo Imbesi, Giuseppe Pantano e Luigi Santagati, Società Nissena di Storia Patria, 2014, pp. 142–165
- Giovan Giuseppe Mellusi, Alle origini della prelatura di Santa Lucia del Mela (em italiano), in Ricerche storiche e archeologiche nel Val Demone. Atti del convegno di studi 2014, a cura di Filippo Imbesi, Giuseppe Pantano e Luigi Santagati, Società Nissena di Storia Patria, 2014, pp. 166–178
- Rosario Basile, Santa Lucia del Mela e la sua Prelatura dall’XI al XVI secolo. Ricostruzione della storia sulla base di una obiettiva interpretazione dei documenti coevi (em italiano) in Sicilia millenaria. Dalla microstoria alla dimensione mediterranea. II convegno internazionale, a cura di Filippo Imbesi e Luigi Santagati, Società Nissena di Storia Patria, N. 21 supplemento, 2018, pp. 49–70.
- Cronotassi dei prelati (em italiano)